# Siddhant Chaturvedi
Siddhant Chaturvedi (nació el 29 de abril de 1993) es un actor indio que aparece en películas de Hindi. Actuó como un jugador de cricket adolescente en la serie web de Amazon Prime Video Inside Edge del 2017 al 2019 y se aventuró en Bollywood en un papel de apoyo de MC Sher, un rapero callejero en el drama musical Gully Boy (2019), el cual le hizo ganar una extendida aclamación crítica y reconocimiento a nivel nacional, además de ganar el Filmfare Award for Best Supporting Actor y un nominación al Filmfare Award for Best Male Debut.

## Primeros años
Chaturvedi Nació el 29 de abril de 1993 en Ballia, Uttar Pradesh y se mudó a Mumbai cuándo tenía cinco años. Su padre es un contador público y su madre es ama de casa. Asistió al Narsee Monjee College en Mumbai e inicialmente aspiró a ser un contador público, mientras se encontraba actuando en el escenario como un pasatiempo. Mientras hacía su carrera como contador público, acabó desilusionado y dedició tomarse un tiempo libre, en el que participó y ganó el The Times of India Fresh Face Contest en 2013.

## Carrera

### Carrera temprana y debut en el cine (2016–19)
En 2016, Chaturvedi apareció en la web televisiva sitcom Life Sahi Hai, sobre 4 hombres compañeros de habitación. El año siguiente,  comenzó a actuar como Prashant Kanaujia, un jugador de cricket adolescente, en la serie web de Amazon Prime Video Inside Edge, el cual se inspiró en la Premier League india. Al revisar la primera temporada de Scroll.in, Devarsi Ghosh consideró a Chaturvedi y su coestrella Tanuj Virwani como "dos grandes descubrimientos de la actuación" de la serie". Más adelante volvió a repetir su papel nuevamente en 2019.
En un fiesta exitosa de Borde de Interior, la cineasta Zoya Akhtar, cuyo hermano Farhan Akhtar produjo el espectáculo, vio y pidió a Chaturvedi una audición para su próximo dirección de Gully Boy (2019), que marcó su debut en el cine y demostró ser su papel destacado. Protagonizada por Ranveer Singh y Alia Bhatt, la película vio a Chaturvedi interpretar el papel de un rapero callejero llamado MC Sher, que alimenta las ambiciones del personaje titular Ranveer Singh. Jay Weissberg de la Variety vio a Chaturvedi  "impresionante" en su parte, y Rajeev Masand elogió su encantadora presencia. En la ceremonia anual de los Filmfare Awards, fue galardonado con el Filmfare Award for Best Supporting Actor además de una nominación para el Best Male Debut.

### Otras obras (2020–presente)
Chaturvedi actuó en Yash Raj Films's Bunty Aur Babli 2 co-actuando Rani Mukerji, Saif Ali Khany Sharvari Wagh, que es una secuela de la comedia criminal Bunty Aur Babli (2005). Será visto en hakun Batra's romantic drama, Gehraiyaan, en la que interpreta un papel principal junto a Deepika Padukone y Ananya Panday. El 12 de diciembre de 2020, comenzó a rodar para la comedia de terror Phone Bhoot con Katrina Kaif y Ishaan Khatter.
Siddhant Chaturvedi se presentará en su próximo Thriller de acción romántica Yudhra, dirigido por Ravi Udyawar. La película también cuenta con Malavika Mohanan y Raghav Juyal. Será visto con Ananya Panday y Adarsh Gourav en Kho Gaye Hum Kahan la cual está programada para el lanzamiento en 2023.

## Medios de comunicación
Chaturvedi se clasificó en el The Times Most Desirable Men con el Núm. 19 en 2019, y con el Núm. 15 en 2020.

## Filmografía

### Películas
| Films that have not yet been released | Denota películas que aún no han sido estrenadas |

| Año  | Título            | Rol                     | Notas      | Ref.   |
| ---- | ----------------- | ----------------------- | ---------- | ------ |
| 2019 | Gully Boy         | MC Sher/Shrikant Bhosle | Debut      | [ 15 ] |
| 2021 | Bunty Aur Babli 2 | Kunal "Bunty" Verma     |            | [ 16 ] |
| 2022 | Gehraiyaan        | Zain Siddiqui           | Completado | [ 17 ] |
| 2022 | Phone Bhoot       | Aarush                  | Completado | [ 18 ] |
| 2022 | Yudhra            | Agastya                 | Grabándose | [ 19 ] |

### Series web
| Año       | Título                      | Función           |
| --------- | --------------------------- | ----------------- |
| 2016      | Life Sahi Hai (Season 1& 2) | Sahil Hooda       |
| 2017–2019 | Inside Edge                 | Prashant Kanaujia |

### Doblajes
| Año de Lanzamiento Original | Año de Lanzamiento del Doblaje | Título de película               | Actor           | Personaje        | Lengua del Doblaje | Lengua original | Ref.   |
| --------------------------- | ------------------------------ | -------------------------------- | --------------- | ---------------- | ------------------ | --------------- | ------ |
| 2019                        | 2019                           | Hombres en Negros: Internacional | Chris Hemsworth | Henry / Agente H | Hindi              | Inglés          | [ 20 ] |

## Premios y nombramientos
| Año  | Premio          | Categoría             | Resultado | Ref.   |
| ---- | --------------- | --------------------- | --------- | ------ |
| 2019 | Screen Awards   | Best Male Debutr      |           | [ 21 ] |
| 2020 | Filmfare Awards | Best Male Debut       |           | [ 22 ] |
| 2020 | Filmfare Awards | Best Supporting Actor |           | [ 23 ] |
| 2020 | Zee Cine Awards | Best Supporting Actor |           | [ 24 ] |